# Наяритская белка
Наяритская белка (лат. Sciurus nayaritensis; Наярит — штат на западе Мексики) — вид грызунов из семейства беличьих. Распространён в США и Мексике.

## Внешний вид
Длина тела у самок — 28 см, хвост — 27 см. Самцы крупнее — длина тела примерно 30 см, хвост — 28 см. Вес — 750 г. Голова округлая, с чёрными глазами. На морде растут чувствительные вибриссы. Мех мягкий, подшерсток длинный, окрас спины красновато-буроватый. Конечности этого же цвета. Хвост пушистый, длинный и широкий. Линяют 2 раза в год.

## Таксономия
Существует 3 подвида наяритской белки:
- S. n. nayaritensis;
- S. n. chiricahuae;
- S. n. apache.

## Распространение
Наяритская белка распространена на Юго-востоке Аризоны, и в Мексике.

## Образ жизни и питание
Основной рацион наяритских белок состоит из семян деревьев, шишек, грибов и насекомых. Также, в пищу идут дубовые жёлуди и грецкие орехи, когда они доступны. Наяритские белки иногда делают запасы семян и другой пищи в лесной подстилке или верхнем слое почвы.

## Гнездование
Самка приносит помет из 1—2 детенышей в период с конца весны до лета. У самки 4 пары сосков.